# Фердинанд фон Кваст (1850—1939)
Александр Фердинанд Людольф фон Кваст ((нем. Ferdinand von Quast; 18 октября 1850, Нойруппин, Бранденбург — 27 марта 1939, Потсдам) — прусский военачальник, генерал от инфантерии (1914), главнокомандующий 6-й армией Германской империи.

## Биография
Представитель старинной аристократической семьи. В 1870 году вступил во 2-й гвардейский гренадерский полк; с 1871 года — поручик.
Участник франко-прусской войны 1870—1871 г. С 1887 года — командир роты, с 1895 года — 2-го батальона 2-го гвардейского пехотного полка. С 1903 года — командир 2-го гвардейского гренадёрского полка, с 21 мая 1907 года — 39-й пехотной бригады (Ганновер), получил чин генерал-майора, с марта 1908 года — 3-й (Берлин), с октября 1908 года — 2-й гвардейской пехотной бригады (Потсдам), с 27 февраля 1910 — командир 36-й дивизии (Данциг), затем произведён в генерал-лейтенанты и получил под командование 6-ю пехотную дивизию (Бранденбург), с 1913 года — командующий IX армейским корпусом (штаб — Альтона, Гамбург).
Участник Первой Мировой войны. В начале войны командующий IX армейским корпусом (в составе 17-й и 18-й пехотных дивизий) был включен в состав 2-й армии генерала Карла фон Бюлова. Позже бо́льшую часть войны командовал корпусом в составе 1-й армии генерала А. Клюка.
За выдающиеся заслуги во время битвы на Сомме был награждён в 1916 году кайзер Вильгельм II лично вручил ему орден Pour le Merite.
В 1918 году отличился в Битве на Лисе с французами.
После окончания мировой войны и демобилизации высшего командования фон Кваст сложил с себя командование и был зачислен в резерв. 18 января 1919 года был назначен командиром Grenzschutz-Armeoberkommando Nord (буквально «Охрана границы» — Верховное командование армии «Север») в составе Временного рейхсвера в Кёнигсберге. После подписания Версальского договора фон Кваст попросил об отставке и вышел на покой 7 июля 1919 года. Умер в Потсдаме.